# Monedas al Aire
Monedas al Aire es un álbum grabado en 1991 en Venezuela con la discográfica Artcolor y producido por el músico colombiano Álvaro Serrano Calderón. En este álbum, Carlos Varela apuesta por una sonoridad más fuerte dejando a un lado su faceta de trovador, sin olvidar sus increíbles dotes de cantautor comprometido con su época. Se destacan temas como «Ahora que los mapas cambian de color» (en alusión a la caída del campo soviético), «Robinson en una isla», «Cuchilla en la acera» (sobre la violencia desatada en la ciudad), y «Muro», entre otros más. Al final del disco, este incluía la canción «Círculo de tiza», grabado en vivo en el teatro Karl Marx en 1989.
1. «Ahora que los mapas cambian de color»
2. «Enigma del árbol»
3. «Robinson solo en una isla»
4. «Cuchilla en la acera»
5. «Muro»
6. «Todos se roban»
7. «Monedas al aire»
8. «Desde aquel día en que lo dividieron todo»
9. «Como me hicieron a mí»
10. «Círculo de tiza» (en vivo)

- Datos: Q6898864